# Magallanes (Sorsogon)
Magallanes ist eine philippinische Stadtgemeinde in der Provinz Sorsogon. Sie hat 37.038 Einwohner (Zensus 1. August 2015). Die Gemeinde grenzt im Norden an die Bucht von Sorsogon und im Westen an die Ticao Passage.

## Geschichte
In Magallanes wurde die erste katholische Messe auf der Insel Luzon abgehalten. Das Baranggay Siuton ist der Standort des antiken 
Ibalon oder Gibalon.

## Baranggays
Magallanes ist politisch in 34 Baranggays unterteilt.
| - Aguada Norte - Aguada Sur - Anibong - Bacalon - Bacolod - Banacud - Biga - Behia - Binisitahan del Norte - Binisitahan del Sur - Biton - Bulala | - Busay - Caditaan - Cagbolo - Cagtalaba - Cawit Extension - Cawit Proper - Central - Ginangra - Hubo - Incarizan - Lapinig - Magsaysay | - Malbog - Pantalan - Pawik - Pili - Salvacion - Santa Elena - Siuton - Tagas - Tulatula Norte - Tulatula Sur |